# Institut kurde de Paris
Institut kurde de Paris (česky Kurdský institut v Paříži) je nezávislá kulturní instituce, která se zabývá kurdským jazykem a kulturou. Institut založilo v Paříži 24. února 1983 několik kurdských intelektuálů a osobností. Deset let fungoval podle spolkového zákona, ale od 2. března 1993 je veřejnou nadací. Sídlí v 10. obvodu na ulici Rue La Fayette č. 106.

## Činnost
Institut spojuje kurské umělce a intelektuály z různých prostředí i západní vědce a znalce kurdského světa. Cílem institutu je udržet v kurdské komunitě znalost jazyka, historie a kulturního dědictví. Rovněž se pokouší přispět k integraci kurdských přistěhovalců v jejich hostitelské společnosti, ale také k propagaci kurdské kultury v zahraničí. Ústav je jedním z hlavních kurdských organizací v Evropě, který hraje významnou roli při šíření kultury v obou směrech. Vydává několik časopisů jako Kurmancî, Bulletin de liaison et d'information (Bulletin pro konstakt a informace) a Études Kurdes (Kurdské studie). Většina činností ústavu se zaměřuje na kurmándží. Ústav má rozsáhlou knihovnu s několika tisíci knih a dokumenty, rukopisy, brožurami a časopisy.

## Organizace
Institut je řízen správní radou tvořenou patnácti členy, z nichž jsou dva zástupci francouzského ministerstva kultury a ministerstva vnitra. Tato rada je obnovována každé tři roky.
Institut zřizuje Kulturní a vědeckou radu (Conseil culturel et scientifique), která se skládá z pěti částí: humanitní vědy, jazyk a literatura, umění, informace, lidská práva a sociálně-kulturní vztahy. Jejím smyslem je zajistit co nejširší účast kurdské komunity na činnosti institutu.